# Кран-маніпулятор
Кран маніпулятор (скор. КМУ - крано-маніпуляторна установка) — один з різновидів пристроїв для підйому вантажів, кран вільного базування. Основними призначеннями є розвантажувальні та навантажувальні роботи, демонтажні та монтажні роботи на нульових і мінусових позначках. Функціонування крана манімпулятора можливо тільки в складі з транспортної базою. Кран маніпулятор монтується на гусеничні або колісні транспортні засоби (базове шасі) і застосовується при виконанні технологічних і робочих операцій з різними вантажами. Вантажний транспортний засіб, оснащений краном маніпулятором, здатний виконувати 2 завдання: перевозити різні вантажі і виконувати роботу крана. КМУ має гідравлічний привід і телескопічну стрілу. При траспортуванні стріла компактно складена. 
Кран маніпулятор здатний перемістити вантаж в певне місце і в строго орієнтоване положення. Установка може розташовуватися як в передній частині за кабіною вантажівки, так і в задній частині кузова. Кузов вантажівки застосовується для транспортування вантажів. Загальний вигляд автомашини з маніпулятором показаний на ілюстрації 1.

## Галузь застосування
1. Будівництво.
2. Евакуатори.
3. Енергетика.
4. Лісове господарство.
5. Сільське господарство.
6. Сфери обслуговування.
7. Промислове виробництво.
8. Металургійна промисловість.
9. Подолання наслідків надзвичайних ситуацій.

## Технічні характеристики
1. Вантажопідйомність.
2. Виліт стріли.

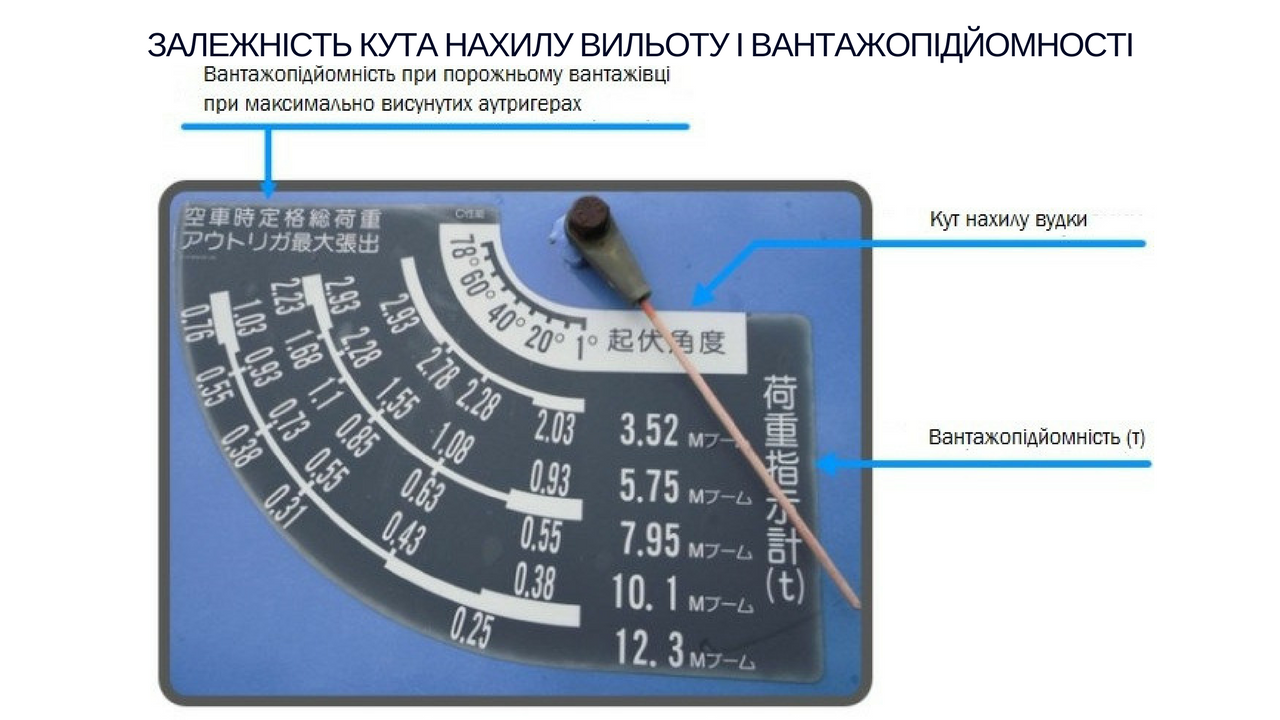
Іл.2. Вантажопідйомність при певних значеннях вильоту стріли

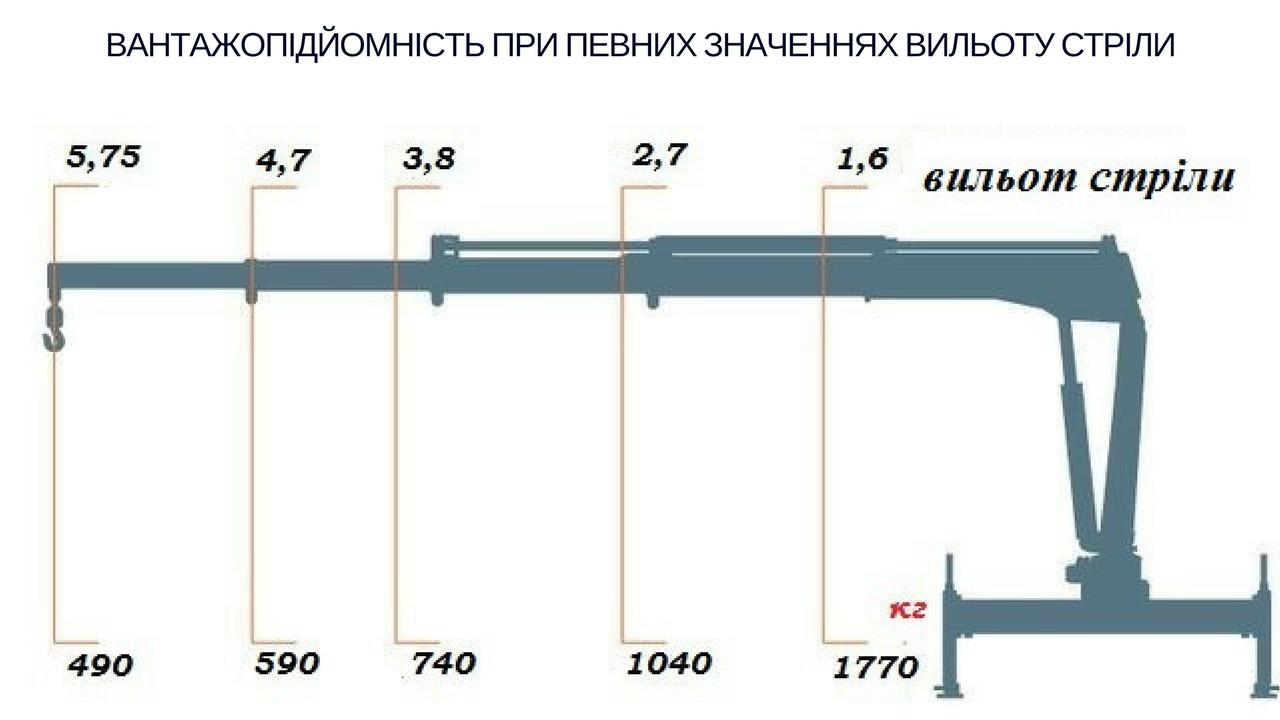
Іл.3. Залежність кута нахилу вильоту стріли і вантажопідйомність.

3. Вантажопідйомність при певних значеннях вильоту стріли (іл.2).
4. Прилади, що контролюють безаварійну роботу.
5. Габарити транспорту, на якому базується установка, маневреність, прохідність.
6. Залежність кута нахилу вильоту стріли і вантажопідйомність(іл.3).

Маніпулятор має гідравлічний привід, пропорційний гідророзподільник і апаратуру для забезпечення необхідної плавності роботи при переміщенні вантажу.

## Різновиди
Різновиди
1. Ліктьовий (L - подібний)
2. Троссовий (Z - подібний)

На схемі Іл.4. представлені відмінні риси даних типів установок.

## Схеми роботи кранів маніпуляторів

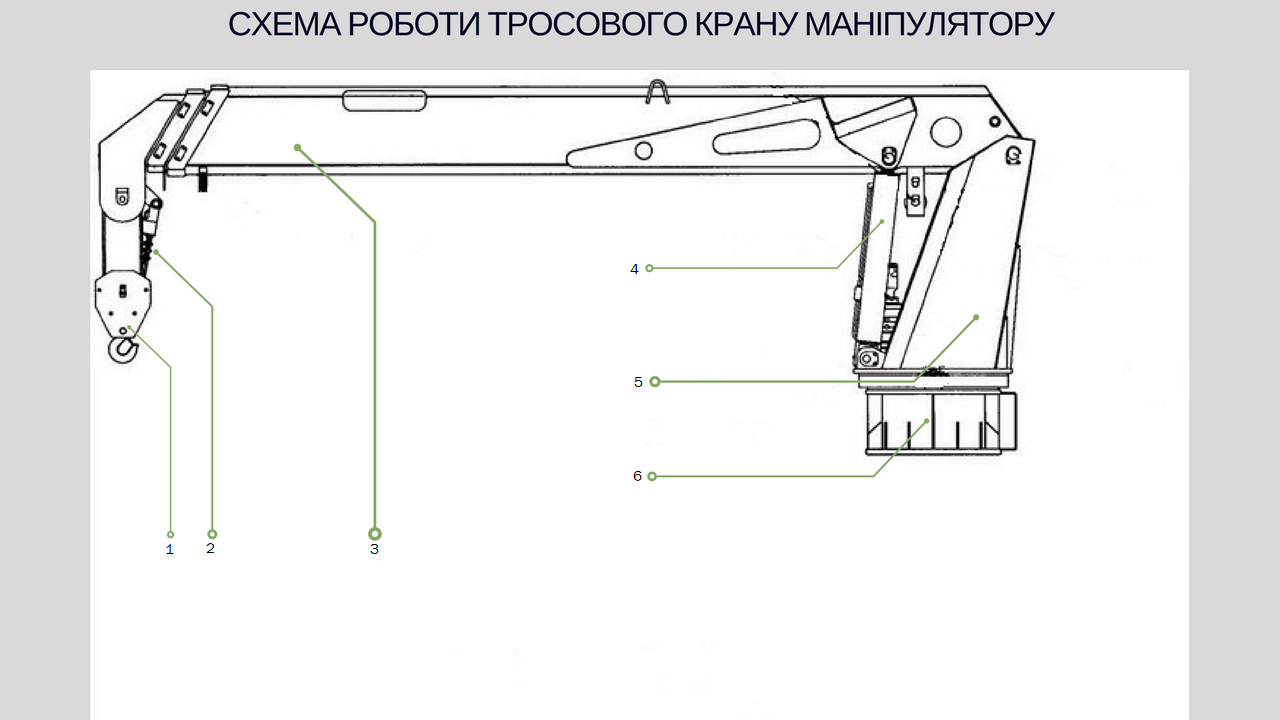
Іл.5. Схема роботи тросового крану маніпулятору

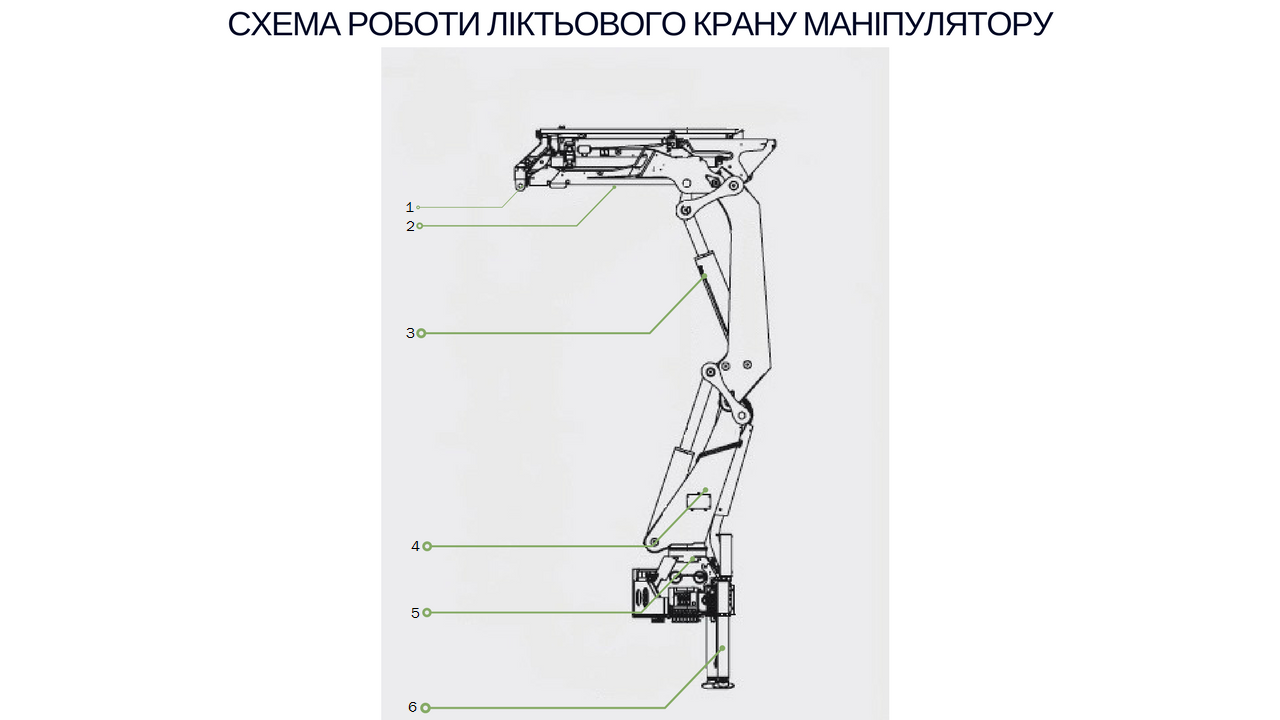
Іл.6. Схема роботи ліктьового крану маніпулятору

Конструкція КМУ являє собою зварену коробчатую конструкцію, що складається з стріли, поворотної колони і опорно-поворотного пристрою. Усередині стріли розташований подовжувач, що дозволяє змінювати довжину вильоту стріли і висувається гідроциліндром, розташованим усередині подовжувача. Подовжувач спирається і рухається по текстолітовими напрямних. У міру зношування текстолітових напрямних їх підтискають спеціальними вкручувати в технологічні отвори в стрілі пробками. Поворотна колона нижньою частиною посаджена на циліндр опорно-поворотного пристрою, за допомогою якого здійснюється поворот колони в горизонтальній площині. До верхньої частини колони шарнірно кріпиться стріла, кутові повороти якої у вертикальній площині забезпечуються гідроциліндром .
Кінець стріли має шарнірно з'єднану з нею і подовжує стрілу, частина, в якій розташовується подовжувач з гідроциліндром. Кінцева частина стріли може повертатися у вертикальній площині за допомогою гідроциліндра. Навантаження від колони сприймається склянкою опорно-поворотного устройстваі передається через сферичний шарнір і бронзову втулку на корпус, з'єднаний з рамою автомашини. Поворот колони зі стрілою забезпечується двома гідроциліндрами через зубчатуюрейку і шестерню, виконану спільно зі склянкою .
Схема роботи тросового крану маніпулятору Іл.5.
1-Вантажний гак
2-Вантажний канат
3-Підстава КМУ
4-Гідроциліндр підйому
5-Поворотна колона
6-Поворотний механізм 
Схема роботи ліктьового крану маніпулятору Іл.6.
1-Вантажний гак
2-Додаткова стріла з висувними секціями
3-Головний гідроциліндр підйому
4-Головна колона
5-Механізм повороту
6-Неповоротний циліндр опори

## Переваги
Застосування спецтехніки, оснащеної краном маніпулятором, обумовлено рядом переваг:
- Скорочено залучення додаткової спецтехніки та робочої сили. Кран маніпулятор виконує завдання вантажівки і крана, при цьому процесом керує 1 людина - водій вантажівки з краном маніпулятором.
- Вантажні автомобілі, обладнані краном маніпулятором, отримують більш розширені можливості діяльності.
- Кран маніпулятор економічно вигідний, а також скорочує час на виконання завдань.
- За рахунок того, що під керуванням однієї людини однією одиницею техніки виконується широкий спектр робіт.
- Мобільність і універсальність дозволяє доставляти і переміщати вантаж в скрутному становищі.
- Кран маніпулятор може оснащуватися змінним робочим обладнанням. Устаткування розширює функції установки, наприклад, з'являються такі додаткові можливості, як:
  - Грейфер використовується для збору металу, сипучих матеріалів.
  - Захвати використовуються для перевезення лісу кругляка, труб.
  - У поєднання з додатковим обладнанням застосовують поворотні механізми.
- Для даного обладнання необхідно додаткове підключення до гідросистеми КМУ. Тому воно застосовується тільки на ліктьових маніпуляторах того різновиду, у якій стріла не висувається. Або висувається, але не більше, ніж на одну секцію і КМУ мають роз'єми для підключення додаткового обладнання.
- Відносна простота в управлінні. Управління функціями крана маніпулятора здійснюється за допомогою важелів або дистанційного пульта.

## Виробники
| Виробник              | Країна    |
| --------------------- | --------- |
| Amco Veba             | Італія    |
| Atlas                 | Німеччина |
| Autogru               | Італія    |
| Compa                 | Італія    |
| Demag                 | Німеччина |
| Effer                 | Італія    |
| Fassi                 | Італія    |
| F.lli Ferrari         | Італія    |
| John Deere            | США       |
| Hiab                  | Швеція    |
| Hojbjerg Maskinfabrik | Данія     |
| MKG                   | Німеччина |
| Palfinger             | Австрія   |
| PENZ Kranbau GmbH     | Австрія   |
| Tadano                | Японія    |
| Terex-Demag           | Німеччина |
| Unic                  | Японія    |
| XCMG                  | КНР       |

## Розвиток
Кожні 2 роки в Ганновері (Німеччина) проходить виставка вантажного автотранспорту IAA. На виставці виробники представляють новинки і досягнення в області комерційних вантажних автомобілів, в тому числі і кранів маніпуляторів.